# Aktedrilus magnus
Aktedrilus magnus är en ringmaskart som beskrevs av Erséus 1980. Aktedrilus magnus ingår i släktet Aktedrilus och familjen glattmaskar. Inga underarter finns listade i Catalogue of Life.